# Quena (Egito)
Quena (26° 10′ N, 32° 44′ L) é a capital da província de Quena, Egito.